# Frente de Libertação Balúchi
A Frente de Libertação do Baluchistão (em urdu:  بلوچستان لبریشن فرنٹ) é um grupo militante que opera na região do Baluchistão, sudoeste da Ásia. O grupo foi fundado por Jumma Khan em 1964 em Damasco e desempenhou um papel importante na insurgência de 1968-1973 na província iraniana de Sistão-Baluchistão e na insurgência de 1973-1977 na província paquistanesa de Baluchistão. No entanto, o grupo foi derrotado tanto na insurgência no Paquistão quanto no Irã e o seu status tornou-se desconhecido até 2004. A organização  ressurgiu em 2004 com alguns ataques no Baluchistão. Allah Nazar Baloch assumiu o comando em 2006. Desde então, o grupo assumiu a responsabilidade por ataques a funcionários governamentais e pessoal militar.